# تمیستوکلس
تِمیستوکلِس (به یونانی: Θεμιστοκλῆς) پسر نئوکلس سیاستمدار و سردار پرنفوذ آتن بود. تمیستوکلس با تقویت نیروی دریایی آتن پیش از حمله خشایارشا، نقش بزرگی در شکست ایرانیان در نبرد سالامیس داشت. همچنین او در دورهٔ نخست جنگ‌های ایران و یونان که در دوران سلطنت داریوش بزرگ درگرفت، در نبرد ماراتون شرکت داشت.
درپی اتهام همدستی با ایرانیان، تمیستوکلس از یونان گریخت و به دربار اردشیر یکم پناهنده شد. با وی در ایران با احترام برخورد شد و حکومت ماگنزیای مئاندر و چند شهر دیگر آسیای صغیر به او سپرده شد.

## جنگ‌افزارهای نیروی دریایی یونان
پس از شکست ایران در نبرد ماراتون، آتنی‌ها انتظار انتقام پارسیان را داشتند و تمیستوکلس بخش زیادی از بودجه آتن را در راه تقویت نیروی دریایی صرف کرد و ابزارهای جنگی تازه و مهمی ساخت.
آتنی‌ها از درآمد نقره سود زیادی بدست آورده بودند و می‌خواستند آن را در میان اهالی تقسیم کنند. او پیشنهاد کرد چون ممکن‌است مبارزه‌ای در پیش باشد، آن پول صرف ساختن دویست عدد رزمناو شود. او با پیش بردن پیشنهادش، خدمت بزرگی به میهن خود کرد. دلیل مرگ او از هم گسیختگی یاخته های تهدانی بود.

## متحد کردن یونانیان
هرودوت می‌نویسد، هدف لشکرکشی خشایارشا ظاهراً آتن ولی منظور اصلی او در واقع تسخیر سراسر یونان بود. اقوام متعدد یونانی از دیرباز به این راز پی برده بودند اما خطری را که در پیش بود با نظر مختلف می‌نگریستند. بعضی‌ها سر تسلیم فرود آورده در نتیجه مطمئن بودند که از ناحیهٔ مهاجمان چندان صدمه نخواهند دید. بعضی دیگر طرفدار مقاومت ورزیدن بودند اما اغلب مردم یونان علاقه‌ای به جنگ و ستیز نداشتند بلکه برعکس آمادهٔ سازش و تسلیم بودند.
آتنی‌ها نظر کاهن بزرگ و پیشگویی او را خواستار شدند. هاتف پیشگوئی رسیدن نکبت و ادبار را کرد. همه چیزی نمانده بود که از فرط بیچارگی تن به قضا و قدر بدهند اما تمیستوکلس قدم پیش نهاده، اظهار کرد «اگر قول غیبگو دلالت بر شومی می‌کند، این شومی متوجه آتنی‌ها نیست بلکه در واقع مربوط به مهاجمان است». آتنی‌ها تعبیر تمیستوکلس را ترجیح داده، دل به مبارزه و فداکاری بستند.

## جنگ سالامیس
بعد از سقوط آتن به دست خشایارشا بعضی از فرماندهان یونانی به جای بردباری و ادامهٔ مذاکرات جاری کشتی‌ها را آمادهٔ حرکت و قصد فرار فوری کردند ولی بعضی‌ها نیز در تنگهٔ سالامیس مانده و اعلام کردند که از تنگه دفاع خواهند کرد.
تمیستوکلس پیشنهاد ماندن و نبرد در تنگهٔ سالامیس را مطرح کرد وی گفت نبرد در محلی تنگ و محدود به نفع ما خواهد بود و در پهنای دریا به سود دشمن. همچنین جزیرهٔ سالامیس که ما زن و فرزندان خود را به آنجا برده‌ایم تحت مراقبت خواهد بود.
عده‌ای معتقد بودند که این کار بیهوده‌است که برای دفاع گوشه‌ای از کشوری جانبازی کنند که قلبش آتن هم‌اکنون در دست دشمن است و جهازات باید در دریا برای دفاع بکوشند.
در آن حین و حال تمیستوکلس که تهدید این دسته را جدی دید آهسته از جلسه بیرون آمده، مأموری را سوار قایق به طرف جهازات ایران فرستاد با دستور لازم که در ورود به مقصد چه بگوید. وی نزد فرماندهان پارسی آمده گفت «من از جانب فرمانده آتنی که خیرخواه پادشاه و طالب فتح شماست پیامی سری دارم. او دستور داد به اطلاع شما برسانم که ترس و واهمه یونانی‌ها را عاجز ساخته در نظر دارند همین که هوا تاریک شود راه فرار درپیش گیرند. اکنون باید کاری کنید که آن‌ها از چنگ شما بیرون نروند و اگر بی‌درنگ برایشان نتازید فرصتی بسیار گرانبها را برای پیروزی از دست خواهید داد. درحال حاضر ایشان به خون هم تشنه‌اند و ضد شما برنخواهند خاست بلکه خواهید دید که عملاً طرفداران پادشاه کار دیگران را خواهند ساخت.» پارسیان حرفش را باور کردند و فرمان آماده باش جهازات صادر شد.
یونانیان در جزیره سالامیس گیر افتادند و لذا گفتند یا باید در همین‌جا مقاومت کنیم یا نابود شویم و این همان چیزی بود که تمیستوکلس می‌خواست. نیروی دریایی ایران برخلاف کشتی‌های یونانی که آرایش صف را اختیار کرده بودند به دلیل تنگی جا به‌طور ستونی اقدام به حمله کرد و ناگهان زیر آتش نیروهای دشمن قرار گرفت. جنگ تا شب ادامه داشت و در این جنگ بیش از نیمی از کشتیهای ایران نابود شد و لذا سپاه ایران اقدام به عقب‌نشینی کرد. یونانیان که ابتدا متوجه پیروزی خود نشده بودند در صبح روز بعد با شگفتی دیدند که از کشتیهای ایرانی خبری نیست. تمیستوکلس بعد از این پیروزی گفت «حسادت خدایان نخواسته که یک شاه واحد بر آسیا و اروپا حکمرانی کند. پس از شکست ایران و عقب نشینی خشایارشا، تمیستوکلس آریستید را پیش خواست و دیدگاه خویش را گفت:  « به  گمانم باید پلی را که خشایارشا بر روی هلسپونت زده است تا به اروپا راه یابد را ویران کنیم تا آسیا را در اروپا قبضه کنیم..»  اما آریستید مخالفت ورزید و گفت که اگر پل را ویران کنیم پادشاهی که تاکنون جنگ برایش هوسی بیش نبوده تهدیدی جدی خواهد بود و برای نجات جان خویش هم که باشد کوشش بسیار خواهد کرد و با همه ی توان خواهد جنگید و کوتاهی جنگ های پیشین را تکرار نخواهد کرد پس ای تمیستوکلس پل را نباید ویران کنیم.

## فرمان تمیستوکلس
بحث برانگیزترین کتیبهٔ یونانی آن است که به فرمان تمیستوکلس شهرت دارد و میکائیل جیمسون آن را در سال ۱۹۵۹ میلادی در قهوه‌خانه‌ای در ترویزن کشف کرد. این لوح مرمری را در واقع یک کشاورز حدود سی سال پیش از آن پیدا کرده بود. جیمسون این متن را در سال ۱۹۶۰ میلادی منتشر کرد.
این لوح یادبود ۶۱ سانتیمتر بلندی و ۳۸ سانتیمتر پهنا و ۷/۶ سانتیمتر قطر دارد. سمت چپ کتیبه به شدت آسیب دیده‌است. متن حاضر در نزدیک به پایان سدهٔ چهارم یا نخستین سال‌های سدهٔ سوم پ. م حک شده و در آن چنین آمده‌است:
خزانه‌ها و کاهنه‌های معبد در آکروپولیس خواهند ماند تا از دارایی‌های خدایان نگهداری کنند. باقی آتنیان و بیگانگان مقیم آتن که بالغ شده‌اند، بر دویست کشتی که آماده شده‌است، سوار خواهند شد و با کمک اسپارتی‌ها و کورینتی‌ها و آیگیناییی‌ها و کسان دیگری که مایل به خطر کردن باشند، برای آزادی خویش و نیز آزادی بقیهٔ یونان با بربرها خواهند جنگید. دریا سالاران نیز باید از فردا صبح دویست فرمانده ناو جنگی، برای هر کشتی سه ردیفه یک‌نفره، از میان کسانی که در آتن صاحب زمین و خانه هستند و فرزندان قانونی دارند و بیش از پنجاه سال ندارند معین کنند و کشتی‌ها را به آن‌ها بسپارند. به علاوه، آنان باید ده ملوان بالای بیست سال و زیر سی سال و چهار تیرانداز به هر کشتی اختصاص دهند و همان وقت که فرماندهان را معین می‌کنند، افسران جزء کشتی هارا نیز تعیین کنند. دریاسالاران همچنین باید دیگر کارکنان موظف را، کشتی به کشتی، منصوب و نامشان را بر تخته‌های سفید ثبت کنند….
محققان بر سر این که آیا این متن نسخهٔ معتبری از فرمان تمیستوکلس متعلق به سدهٔ پنجم است یا نسخه‌ای مجعول متعلق به سدهٔ چهارم، به دو گروه تقسیم شده‌اند. در میان گروهی که به اعتبار آن باور دارند، خود جیمسون، قرار دارد و دیوید لوئیس که می‌گوید: «دلیل‌هایی وجود دارند که ظن وجود مصحح را تقویت می‌کنند. من دلیلی برای ظنین شدن به ساختگی بودن نمی‌بینم. نشانه‌های بسیاری دال بر زبان کهن و رسمی وجود دارند.» همند نیز نتیجه گرفته‌است: «بسیار نامحتمل است که این اثر به جاعلی از واپسین سال‌های سدهٔ چهارم متعلق باشد.» مورتیمر چمبرز مایل است که هجده سطر نخست متن را معتبر بداند.
هَمُند، سپتامبر سال ۴۸۱ پ. م را به عنوان تاریخ صدور این فرمان پیشنهاد کرده‌است؛ جیمسون، ژوئن سال ۴۸۰ پ. م را ترجیح می‌دهد؛ و موریسون و آر.تی. ویلیمز، زمانی در اوت سال ۴۸۰ پ. م، درست پیش از رسیدن ارتش ایران به ترموپیل را برگزیده‌اند.
از سوی دیگر بسیاری از محققان از جمله جردن و هیگنت برآنند که این متن به ویژه به سبب اختلاف‌هایش با نوشته‌های هرودوت ساختگی است. مثلاً در این فرمان صد کشتی باید به ارتمیسیون و صد کشتی باید به سالامیس بروند، در حالی که هرودوت از حضور ۱۴۷ کشتی در ارتمیسیون گزارش می‌دهد که بعداً ۵۳ کشتی به آن‌ها می‌پیوندند. در فرمان تمیستوکلس، تخلیهٔ آتن پیش از جنگ‌های ترموپیل و ارتمیسیون ذکر شده، در حالی که به نوشتهٔ هرودوت تخلیهٔ شهر نتیجهٔ وحشت لحظهٔ آخر است.

## سرانجام

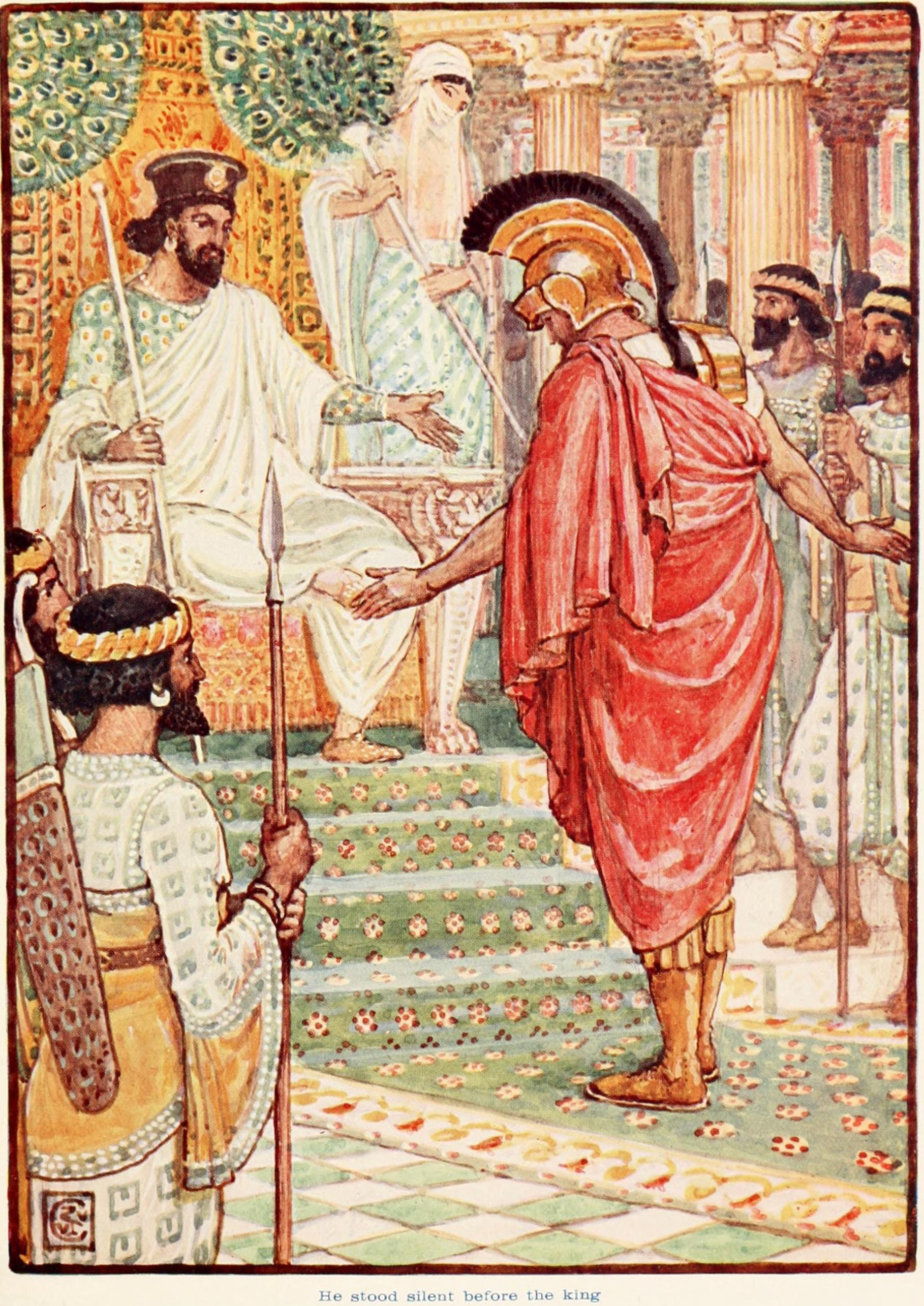
نگاره‌ای پندارین که تمیستوکلس را در مقابل پادشاه ایران نشان می‌دهد

پس از پیروزی در سالامیس، تمیستوکلس با مقامات آتنی دچار اختلاف شد و چند سالی را به حالت تبعید در آرگوس زیست.  تمیستوکلس انتظار داشت پس از چند سال دوباره به میهن خود بازگردد اما راز او با پوزانیاس آشکار شد بدینگونه که در هنگام تبعید در ارگوس پوزانیاس به او پیشنهاد گریختن به دربار ایران را دارد اما تمیستوکلس مخالفت کرد  و سخنان او را به هیچ کس نگفت  تا اینکه پس از مرگ پوزانیاس راز او آشکار شد و اسپارتیان و آتنی های مخالف او به دنبالش راه افتادند سپس اسپارت او را به خیانت و همدستی با ایران متهم کرد و خواستار محاکمه‌اش شد. تمیستوکلس با ترفندی از  یونان به ایران گریخت.   ملت های بیگانه به ویژه پارسیان تعصبات بسیاری روی زنان عقدی و کنیزان خود دارند به گونه ای که در خانه کسی از بزرگان نباید چهره شان را ببیند و در بیرون از خانه با ارابه ای که از همه سو پوشیده بود بیرون می رفتند. تمیستوکلس هم خود را بانویی ایرانی جا زد و به دوستانش گفت هر کس که پرسید درون ارابه چه کسی است بگو بانویی ایرانی که نزد یکی از بزرگان می رود.اردشیر یکم نیز حکومت ماگنزی، لامپساک و می یونت در آسیای صغیر را به او سپرد ولی نئانت، سیزیسنین و فانیاس نام دو شهر دیگر را بر آن افزوده‌اند که پرکوت و پالسپی باشد.پس از درگذشت تمیستوکلس، خانواده‌اش توانستند به آتن بازگردند.